# کودتای ۲۵ مرداد ۱۳۳۲

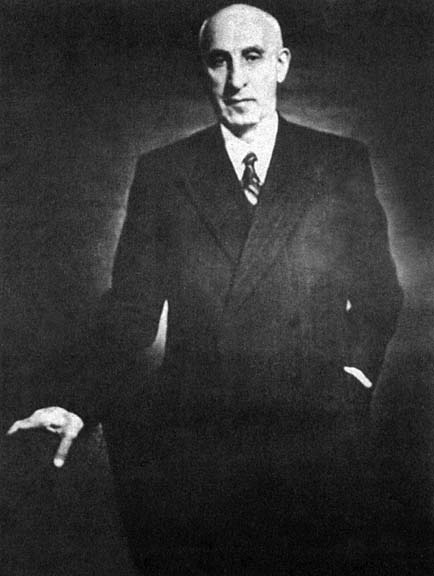
محمد مصدق نخست وزیر ایران

 کودتای ۲۵ مرداد ۱۳۳۲، یک پروژه‌ی نافرجام برای سرنگونی دولت محمد مصدق بود که با طراحی و پشتیبانی مالی سازمان مخفی اطلاعات بریتانیا و سازمان اطلاعات مرکزی آمریکا و با فرمان محمدرضا پهلوی، شکل گرفت که با شکست روبرو شد.

## طرح کودتا
نقشه کودتا با همکاری بریتانیا و آمریکا طرح شد و پس از چندبار بازبینی و رایزنی با مقامات اصلی به تصویب رسید. نقشی که برای شاه در نظر گرفته شده بود امضای فرمان برکناری مصدق و نیز امضای فرمان گماشتن سرلشکر زاهدی به جایگاه نخست‌وزیری بود. اشرف پهلوی که به درخواست مصدق به خارج از کشور رفته بود با مقامات آمریکایی و انگلیسی در سوئیس دیداری داشت و سپس با استفاده از نام خانوادگی شوهرش به ایران بازگشت و در مدت کوتاهی که فرصت داشت شاه را در جریان طرح کودتا گذاشت و با آشکار شدن حضورش دوباره ناچار به خروج از کشور شد. شاه پس از تردیدهای نخستین، به امضای فرمان‌ها رضایت داد. بعدها روشن شد که شاه در واقع دو ورقه سفید را امضا کرده بود تا کودتاگران آنچه لازم است بر بالای امضای او بنویسند. شاه باتوجه به عجله و ترسی که داشت، در تاریخ امضای فرامین خود به جای واژه‌ی مردادماه، مرادادماه را نوشته بود و روز ۲۳ نیز دارای غلط خوردگی ناشی از تغییر زمان اعلام فرمان توسط نویسنده می‌باشد امری که باعث گردید نصرت‌الله خازنی رئیس دفتر دکتر مصدق در خاطراتش و خود دکتر مصدق در دادگاه به عنوان نشانه‌ای از سفید امضاء بودن فرمان دانسته و آن را جعلی بدانند.
یک ساعت بعد، سرهنگ نصیری که رئیس گارد سلطنتی بود فرمان عزل مصدق را در نیمه شب ۲۵ مرداد با همراهی تانک و زره‌پوش از سعدآباد به خیابان کاخ آورد تا در منزل دکتر مصدق به او ابلاغ کند. مصدق که با تلفن سرهنگ مبشری دبیر سازمان نظامی حزب توده ایران از حرکت این گروه باخبر شده بود فرمان را گرفت و رسید داد و نیروی محافظ مقر او بلافاصله نصیری و نیروی همراه او را بازداشت کردند. شاه که قبلاً به کلاردشت رفته بود با شنیدن خبر به رامسر رفت و از آنجا با هواپیما به بغداد و سپس به رم پرواز کرد. صبح ۲۵ مرداد خبر اقدام نصیری در شهر منتشر شد و همه دانستند که کوششی برای برکناری مصدق صورت گرفت و ناموفق بود. کودتای ۲۵ مرداد شکست خورده بود.
کودتای ۲۵ مرداد ۱۳۳۲ بگونه‌ای برنامه‌ریزی شده بود که شایسته‌ی نام کودتا باشد؛ این کودتا از تمام ویژگی‌های یک کودتای کلاسیک برخوردار بود و از ماه‌ها قبل به دقت تدارک دیده‌شده بود. کودتا، ابتدا توسط انگلیس‌ها تحت عنوان عملیات چکمه به رهبری وود هاوس سرجاسوس انگلیسی، تدارک دیده شده و پس از پیوستن آمریکا به نقشه‌ی کودتا و دخالت سیا، تحت عنوان عملیات آژاکس، مشترکاً روی آن کارشد. سپس درایران با عوامل کودتا مورد بررسی دقیق زمینی قرارگرفت و بدست گارد شاهنشاهی مجهز به تانک و مسلسل و درخفا برای نیمه‌های شب ۲۴ به ۲۵ مرداد برنامه‌ریزی شده بود. قراربود با انجام آن درنیمه شب، سحرگاه مردم تهران و شهرستان‌ها با حکومت نظامی و دولت سرلشکر زاهدی، سر از خواب بلند کنند. افسران سازمان نظامی حزب توده ایران که عضو گارد شاهنشاهی بودند خبر این کودتا را از طریق شبکه حزبی به حزب توده ایران می‌رسانند. سرهنگ مبشری دبیر سازمان نظامی حزب توده ایران، با جزئیات از طریق تلفن طرح کودتا را به آگاهی مصدق می‌رساند و این چنین کودتا خنثی می‌شود. ماجرای و جزئیات آن  تلفن با سرهنگ مبشری را، دکتر مصدق بارها در دادگاه بیان می‌کند.
پس از شکست کودتای ۲۵ مرداد، محمدرضا شاه، محور اصلی کودتاچیان سحرگاه ۲۵ مرداد، کشور را به سوی بغداد ترک می‌کند. در تلگرافی که آقای بری سفیر آمریکا دربغداد به وزارت امورخارجه کشور متبوعش دربارهٔ ملاقات خود با شاه دربغداد بتاریخ ۲۶ مرداد، ارسال می‌کند، از روحیه درهم شکسته شاه صحبت می‌کند. شاه تا ایتالیا هم نقل مکان کرد در آنجا بود که از خبر سقوط مصدق باخبر می‌شود.
بیشتر سران کودتا نظیر سرهنگ نصیری عامل کوتای ۲۵ مرداد، سرتیپ نادر باتمانقلیچ رئیس ستاد ارتش در دولت سرلشکر زاهدی (دولت کودتا) ، سرهنگ زند کریمی رئیس ستاد کودتا چیان، سرهنگ اسکندر آزموده ودیگران دستگیر شده و تحت بازجوئی‌ها قرار داشتند. بخش‌های اصلی گارد شاهنشاهی خلع سلاح شده بود؛ و فرماندهان تیپ‌های رزمی تهران یا به دولت مصدق وفادار بودند یا به نوعی بی طرف بودند.
محمد مصدق با انحلال نهائی مجلس ۱۷ درصبح روز ۲۵ مرداد، یکی از مراکز فعال تحریکات دائمی علیه دولت را از میان برداشت. در یک کلمه تناسب نیروها به طور چشمگیری به سود هواداران نهضت ملی تغییر یافته بود؛ بدین ترتیب ضربه‌ی روحی شدیدی به کودتاچیان و علاقمندانِ وابستگی به غرب، وارد شد. حلقه‌ی محاصره علیه سرلشکر زاهدی تنگ‌تر می‌شد و اگر دولت دکتر مصدق چند روزی دوام می‌آورد، بقیه کودتاچیان نیز دستگیر می‌شدند؛ لذا از همان فردای کودتای ۲۵ مرداد، به فکر فرار از تهران و نقل مکان به یکی از شهرستان‌ها می‌افتند. به این حساب که عملیات علیه دولت مصدق را از خارج از پایتخت سازماندهی کنند. برای تدارک این طرح، سرلشکر فضل‌الله زاهدی پسرش اردشیر را به اصفهان و سرهنگ فرزانگان را به کرمانشاه برای دیدار با سرهنگ تیمور بختیار می‌فرستد.
وضع ستاد مرکزی کودتاچیان سرلشکر زاهدی: در پی گزارش اردشیر زاهدی از سفرش به اصفهان و سرهنگ فرزانگان از کرمانشاه، سرلشکر زاهدی و چند نفری که با او باقی مانده بودند، تصمیم می‌گیرند بعد ازظهر پنجشنبه ۲۹ مرداد یا صبح جمعه ۳۰ام مرداد به سمت کرمانشاهان حرکت کنند. زاهدی در رویای تشکیل «دولت آزاد» درکرمانشاه بیاری تیمور بختیار و حمله به دولت مرکزی از ایالات بود، نه در کار تدارک کودتا از تهران، آن هم در۲۸ مرداد! زیرا برای او هم، کودتا از تهران ناممکن می‌نمود.
اسناد وزارت امورخارجه ایلات متحده آمریکا و «سیا»؛ به روشنی نشان می‌دهند که دولت آمریکا پس از شکست کودتای ۲۵ مرداد، پرونده آن را موقتاً بست و در تلاش یافتن راهی برای آشتی با دکتر مصدق بود. سند شماره ۳۴۶ حاوی یادداشت بدل اسمیت جانشین وزیرخارجه آمریکا و رئیس سابق «سیا» در ۲۷ مردادماه، خطاب به رئیس جمهور، گواه آنست درآن نامه ازجمله آمده‌است:
اکنون ما ناچاریم بادید دیگری به جریان ایران نگاه کنیم. واگرمی خواهیم چیزی ازمواضع خودرا درآن جاحفظ کنیم، احتمالاً مجبور خواهیم شد که به هرترتیبی شده، خودمان را با مصدق دمساز کنیم این هم گره تازه‌ای درروابط ما با انگلیسی‌ها خواهد شد.
با وجود «تدارک نیروی بسیارسنگین سازمان سیا و اینتلیجنس سرویس و نقش مشاوران آمریکائی» کودتای ۲۵ مرداد شکست خورد. شاه و رهبر کودتا از کشور خارج شدند و سران کودتا و رشیدیان‌ها به مخفی گاه روزولت، که از خانه‌های مخفی سفارت آمریکا بود، پناه آوردند و سرلشکر زاهدی در فکر فرار از پایتخت بود.گفتگو با تاریخ
واکنش انگلیسی‌ها نیز پس از شکست کودتا شایان توجه‌است. وضعیت آن‌ها را، وودهاوس طراح نقشه براندازی «عملیات چکمه» به خوبی توصیف می‌کند: «همه چیز از دست رفته به نظر می‌رسد. شاه با ملکه ثریا و چند نفر از درباریان وفادارش ازکشور گریخت... درتهران پلیس‌های دولت مصدق برای پیدا کردن زاهدی که عملاً به وسیله سفارت آمریکا پنهان شده بود، جستجوی گسترده‌ای آغاز کرد...
سرمقاله‌ی روزنامه‌ی تایمزِ لندن، شماره ۱۷ آگوست با نااُمیدی نوشت که باید از ایران چشم پوشید... درسفارتمان شنیدم که چرچیل از شنیدن این خبر به سرحد انفجار رسیده بود».
وزیرخارجه ایالات متحده آمریکا نظر و توصیه بدل اسمیت را تأیید می‌کند واعلام می‌کند: قصدش این است که به وسیله گذشت‌های جزئی، روابطش با مصدق را بهبود دهد». ملاقات لوئی هندرسن سفیر آمریکا درتهران در عصرِ روز ۲۷ مرداد، به قصد زمینه‌سازی برای چنین سیاست جدید و سنجیدن واکنش مصدق از کودتای ۲۵ مرداد بوده‌است.
برپایه همین سیاست تازه، دولت آمریکا با تلگرام به کرمیت روزولت دستور می‌دهد بی درنگ به عملیات پایان دهد و از ایران خارج شود. کرمیت روزولت در کتاب ضدکودتا نوشته است که دستور رسید: «عملیات را رها کن و از کشور خارج شو»!

## حرکت نظامیان کودتاچی
ولی کرمیت روزولت که می‌دانست عوامل آنها همچنان در صفوف دولت و ارتش هستند این دستور را نپذیرفته و روز ۲۸ مرداد یک بار دیگر با جمع کردن نظامیان ضد مصدق و تدارکات نظامی، حرکت جدیدی را آغاز می‌کند. نظامیان کودتاچی از پادگان‌ها خارج شده و حرکت می‌کنند؛ نمونه آن حرکت لشکر مستقر در پادگان کرمانشاه بسوی تهران با دستور سرهنگ تیمور بختیار، رئیس بعدی ساواک است.
 
سازمان اطلاعات مرکزی آمریکا، سیا، اسنادی را در ارتباط با کودتای ۲۸ مرداد ۱۳۳۲ منتشر کرد که نشان می‌دهد دولت آمریکا قصد داشت در صورتی که کودتا علیه دولت دکتر محمد مصدق شکست بخورد، در ایران یک جنگ چریکی دامنه‌دار به راه بیندازد.
این سند «بکلی سری» که در سال ۱۹۵۳ در وزارت خارجه و شورای امنیت ملی آمریکا تنظیم شده، حکایت از آن دارد که آمریکا تا چه اندازه نگران آن بود که کودتا برای سرنگونی دکتر مصدق با ناکامی مواجه شود.
این سند همچنین اثبات می‌کند که طرحی در جریان بود تا با افزایش حضور نظامی آمریکا در منطقه و ایجاد یک نیروی چریکی ضد کمونیست در جنوب ایران، حرکتی برای بی‌ثبات کردن دولت مصدق آغاز شود.
دولت مصدق که با پافشاری برای در دست گرفتن کنترل کامل منابع نفتی کشور دشمنی دولتهای غربی را به جان خریده بود، سرانجام در ۱۹ ماه اوت سال ۱۹۵۳ برابر با ۲۸ امرداد ۱۳۳۲ خورشیدی در کودتای ۲۸ مرداد که کودتایی با طرح و حمایت مالی و اجرائی سازمان مخفی اطلاعات بریتانیا و سازمان اطلاعات مرکزی آمریکا، سیا علیه دولت محمد مصدق بود، توسط سرلشکر فضل‌الله زاهدی که از حمایت ایالات متحده و بریتانیا برخوردار بود، سرنگون شد.

### وب‌گاه‌های غیر فارسی
- Remarks by Secretary of State Madeleine K. Albright on American-Iranian Relations، Pars Times. (سخنرانی آلبرایت)
- Secrets of the History: The CIA in Iran، New York Times. (مدارک سازمان سیا - PDF)
- Curtis، Mark، A great venture: overthrowing the government of Iran ، Lobster Journal of Parapolitics، Issue 30.

### وب‌گاه‌های فارسی
- آلبوم عکس کودتای ۲۸ مرداد ۱۳۳۲
- عکسهای کودتای ۲۸ مرداد ۱۳۳۲
- خواب آشفتهٔ نفت.
- کودتای آمریکایی در تهران
- مرجایی، فرید، کودتا علیه عرصهٔ عمومی، روزنامهٔ شرق، شنبه ۲۹ مرداد ۱۳۸۴، شمارهٔ ۵۵۴، صفحهٔ ۶.
- سیف، خسرو، قصهٔ کودتا، روزنامهٔ شرق، شنبه ۲۹ مرداد ۱۳۸۴، شمارهٔ ۵۵۴، صفحهٔ ۱۹.
- باباحاجی، ایرچ، سرنوشتی که در خیابان رقم خورد، روزنامهٔ شرق، یکشنبه ۳۰ مرداد ۱۳۸۴، شمارهٔ ۵۵۵، صفحهٔ ۱۹. ==